# 埃利泽·马罗姆
“中國佬”埃利泽·“埃利”·马罗姆（1955年—）是以色列海军华裔退役將領，生于該國上加利利的瑟德埃利泽，曾在2007-2011年任以色列海军司令。2015年以来任以色列机场局局长。
马罗姆的父亲埃里克是德国犹太人。母亲莉亚（原名柴丽（音译））生于上海，其母亲是俄罗斯犹太人，父亲是中国人，后来皈依犹太教。埃里克在第二次世界大战中逃难到上海，结识莉亚。战后两人移民以色列。马罗姆在海军学校学习海事工程时，有一长官因其華人特征的双眼取了他“中國佬”（羅馬化：Chayni）的绰号，從此成为他的昵称。1975年完成军官训练后加入以色列海军。
2007年马罗姆晋升海军司令，2009年由于在特拉维夫的脱衣舞夜总会被看到陷入丑闻，但得以留任司令职位。2011年退役后担任过各种职位，包括私人海事保安公司。2013年在到访英国时，由于2011年处理加沙船队事件中的行为被英国警方短暂拘留和审讯。